# Johan Eltoft
Johan Eltoft (født 11. januar 2007 i Ammitsbøl) er en cykelrytter fra Danmark, der kører for CeramicSpeed Aros Forsikring Herning CK Junior.

## Kaariere
I 2018 kørte han sit første licensløb, da han på mountainbike stillede op for Skovlyst MTB. I 2024 begyndte han at køre løb på landevej, og ved Randers Bike Week den 1. august kørte Eltoft sin første enkeltstart. Syv uger senere, den 22. september, vandt han de jysk-fynske juniormesterskaber i enkeltstart.
I maj 2025 kom karrieres hidtidige største sejr, da han vandt de danske juniormesterskaber i enkeltstart.

## Meritter
2024
1. plads, Jysk-Fynske mesterskaber i enkeltstart
2025
 Dansk juniormester i enkeltstart
1. plads, 1. etape ved 3 Dage i Nord